# اندیس آنومالی قره قلی
آنومالی قره قلی یک اندیس فلزی است که در حوالی شهر سبزوار استان خراسان قرار دارد و مادهٔ معدنی موجود در آن، طلا است.سنگ میزبان این اندیس تراکیت، ریولیت، آندزیت، گابروی پگماتیتی، دیاباز و دونیت است و دیرینگی آن به دوران ائوسن می‌رسد. در این اندیس، پاراژنز‌های طلا و نقره یافت می‌شوند.